# 雅典式民主

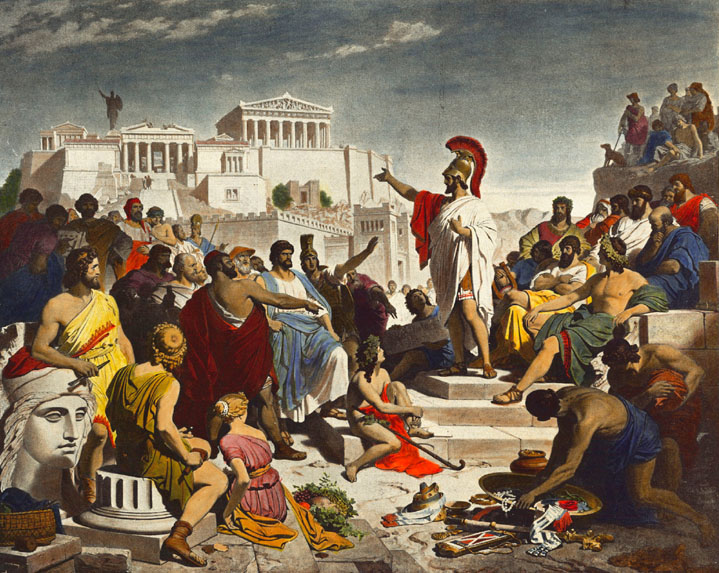
伯里克利在伯羅奔尼撒戰爭爆發後發表葬禮演說

雅典式民主或古希腊式民主是在公元前508年于古希腊城邦雅典（包括雅典的中心城邦及其周边的阿提卡地区）发展出的一套民主体系。雅典也因此成为最早的民主政体之一。虽然其他的希腊城邦也设立了各式各样的民主体制，其中大多数也借鉴了雅典的模式，但它们没有一个能如同雅典的民主体制一般有力、稳定且具备良好的明文规定。雅典民主可以被看作是一次对直接民主制度的实验——因为选民并非选举民意代表（代議政治）而是直接参加对立法、行政议案的投票。
雅典民主是一种公民領導的地方自治，但它与现代民主制度的差异仍然是巨大的。首先，雅典民主的参与权并非如现代基于居民，阿提卡的女性被认为是不完整的人（女性不具有人權，但直至法國大革命時期仍有爭論），奴隶被认为是物品，不算人；其次，制度的不完善导致政府的效率非常低。政治家们为了名利经常借演讲互相诋毁，选民的民意会受在剧场中上演的政治讽刺戏剧的巨大影响都是无法忽视的事实。然而由于参与权有无的划分与经济上的阶层无关，因此雅典民主的选民参与程度在那个时代来说已经非常高。这种制度为希腊文明的发展做出了巨大的贡献。
梭伦、克利斯提尼和厄菲阿尔特为雅典民主的发展做出了贡献。克利斯提尼根据居住地而不是财富，将公民组织成十个群体，从而打破了贵族的无限权力。 在位最持久的民主领袖是伯里克利，他的时代也被称为伯里克利时代，是雅典最辉煌的时代，产生了苏格拉底、柏拉图等一批知名思想家。

## 词源
“民主”（δημοκρατία）一词来源于希腊语的（人民）和（强权），即人民掌握权力。而（kratos）事实上是一个粗鄙的词，在现代西方语言中的君主制、寡头政治等词（以英语为例：monarchy, oligarchy）中代表统治的词根来源于（archein，统治），表示治理、领导等义。可能该词是对民主的蔑视者所起。不过不管怎么说，雅典的民主政治家们还是欣然接受了这个名词。
希罗多德撰写了现存最早的希腊语散文，在他的著作中该词被证实使用，但是这也可能早不过前440年或430年。对于该词能否追溯到民主政体的早期没有任何的定论，不过在前460年左右，一个男孩的父母决定将他命名为“德谟克拉提斯”（Δημοκρατης），很可能是一种对民主顶礼的姿态。

## 历史

### 从村议会到僭主制度
在历史的早些时期，希腊的人口只聚集在一些小村庄中，并没有贫富不均的现象。当有需要公众讨论的重大事件，市民就会聚集在村落广场上议事。人们会推选出一位德高望重的老人作为议会的主席，议会主席通过行使其权力来让每一个人都能平等地得到发表自己意见的机会。当发生战争时人们会推选出一位统帅并服从他的指挥，而他的职务也会在危机过去后被解除。然而随着经济的发展，贫富分化逐渐出现，富人通过其经济优势获得更多的社会资源，包括政治上的。于是贵族阶级便出现了，随之而来的便是僭主制度。

### 梭伦改革到僭主制度的推翻
西元前7世纪初期雅典人开始尝试废除僭主制度，建立起让为数众多的自由民参政的制度。梭伦（前594年）开始了他改革的尝试，但却最终失败，政权落入独裁者庇西特拉图手中。后来以哈尔摩狄奥斯和阿里斯托革顿刺杀了喜帕恰斯（当时的僭主希庇亞斯的弟弟）为契机，雅典人大起义推翻了僭主统治。

### 真正实施到黄金时代
克里斯提尼（约前507年）对梭伦的制度进行了改革后，雅典式的民主终于得到真正实施。厄菲阿尔特（前473年）对克里斯提尼的制度也进行过一些比较温和的修订。最出色、在位时间最长的民选领袖是伯里克利，他所引领的时代被称作“黄金时代”。在他死后，雅典的民主被伯罗奔尼撒战争后期两次短暂的寡头革命所打断。在民主恢复之后，雅典执政官歐幾里德施行了数项改革。在流传下来的文献中对这个前6世纪版本的民主的阐述要详细于对伯里克利系统的描述。

### 废除和恢复
前322年雅典民主制度被马其顿人征服后废除。虽然这种制度在日后得到了恢复，但它们在何种程度上承载着民主的精神仍具有争议。

## 政治制度

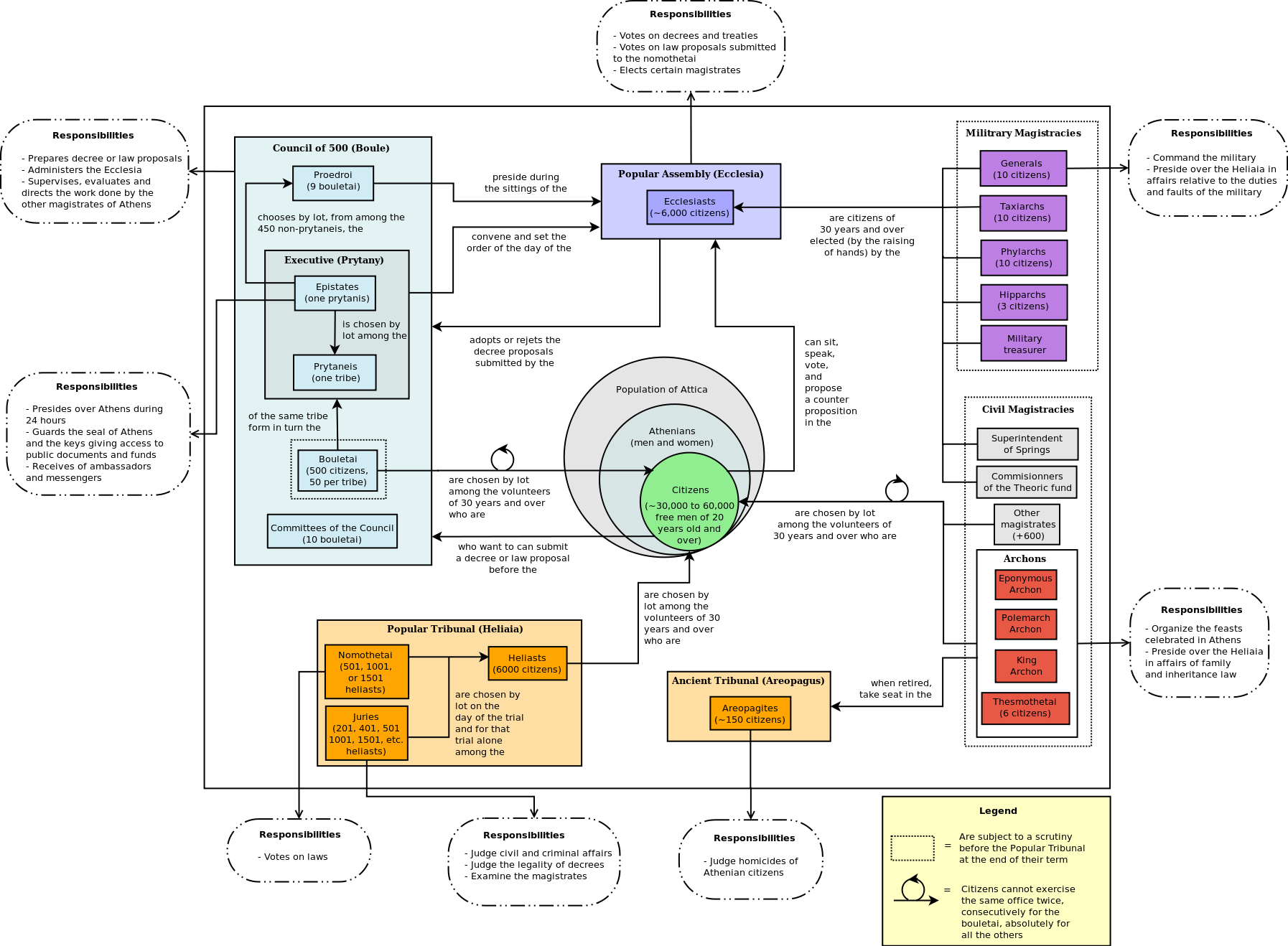
政府組織

古希腊哲学家亚里士多德的作品《雅典政制》描述了古雅典的政治制度。

### 集会
只有部分官员由雅典集会民主选举产生，大部分通过称为抽签的过程选出。

### 议会

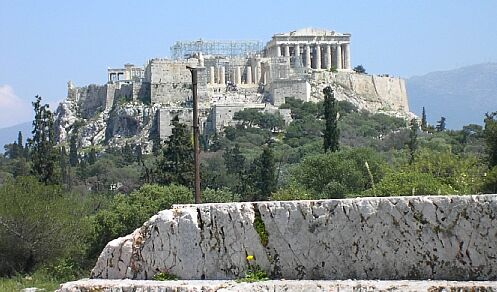
位于普尼克斯山上的演讲者的平台。这里是公民议会的聚会场所，雅典的政治家们站在此处发表演讲，“黄金时代”所有的政治斗争皆在此上演。

据说在公元前594年，梭伦创造了一个400人的议会来指导集会的工作。 克利斯提尼改革后，雅典议会扩大到500人，每年都由抽签产生。

### 民众法庭
民眾法庭（dikasteria）是古希臘城邦雅典的民主政制的其中一個司法機構，法庭的職責是接受公民就執政官的判決所作的上訴，是克里斯提尼改革中擔當十分重要的司法角色。其中法官由自願者抽籤選出。

### 行政官员
每年约有1100名公民(包括 500人委员会的成员)担任公职。他们大多是通过抽签选出的，只有少数(也更有声望的)行政官员是选举产生，大约有100人。

## 参与权
全体20岁以上的男性公民，也就是不到一半的人口才具备参政的权利，而女性和奴隶则被排除在外。

### 雅典人口及组成
对于雅典人口只有粗略的猜测，因为雅典人自己从来不进行人口普查。奴隶和外鄉人的数量特别不稳定。在前4世纪中，雅典的人口可能达到25万至30万左右；市民家庭的数量可能有10万人，而其中3万人为可以参与议会投票的成年男性公民。在前5世纪中期，成年男性公民的数量可能高达6万，不过这个数字在伯罗奔尼撒战争期间锐减。这个数字在下滑后再也没被恢复，因为战后引进了对公民资格更严格的认定标准。从现代的眼光看这些数字可能相当不起眼，不过在古希腊世界雅典是个超级大国：1000多希腊城邦中的大多数只能召集1,000至1,500公民，而另一个强国科林斯最多时有过15,000人。
非公民的人口被分为外乡人和奴隶，可能后者的人数更众。在前338年，演说家希佩里德斯（断章13）称阿提卡有15万奴隶，不过这个数字可能只是一个印象：奴隶人数比市民更多，但并没有多到将其淹没的地步。

## 影响
近代，欧洲政治理论家约翰·洛克、孟德斯鸠和卢梭等人发展了雅典民主理论。其理论主要在探讨民主的价值与民主应该如何实践。这一理论的主要内容：第一，公民的政治行为是理性的。第二，人人会积极参与政治，而积极参与政治可实现民主政治，增强公民的政治美德与能力。第三，具有浓厚的理想主义色彩，民主政治具多元目标——包括政治目标、社会目标和个人目标。第四，个人能够应用维持社会繁荣所需要的最好的决策能力和智慧。